# Brattby
Brattby är en ort i västra delen av Umeå kommun, Västerbottens län. SCB har för bebyggelsen i södra delen av orten avgränsat en småort som namnsatts till Brattby (södra delen). Brattby ligger omkring 5 kilometer öster om tätorten Vännäsby och direkt väster om småorten Gubböle, ca 20 km nordväst om centrala Umeå.